# 吴门人家
吴门人家是一家苏帮菜名店，同时亦是苏州民俗博物馆的食文化展示厅。位于苏州市姑苏区潘儒巷一座老宅内，介于狮子林及拙政园之间，曾作为苏州民俗博物馆的馆址。
著名菜式有响油鳝糊，糖粥，清炒虾仁，松鼠鳜鱼和樱桃肉，这家餐厅致力于“寻找散落在世界各地的苏州菜”，并复原了数十款“织造官府菜”。